# Académie catholique de France
L'Académie catholique de France est une institution fondée en 2008 par des intellectuels catholiques français pour favoriser la rencontre des universitaires attachés au catholicisme et mettre en avant leurs idées. Elle organise des colloques et prend position sur des questions d'actualité. La publication en 2022, au nom de l'académie et sans consultation de l'ensemble de ses membres, d'une critique virulente du rapport Sauvé sur la pédocriminalité dans l'Église catholique suscite la polémique et conduit dix de ses membres à en démissionner.

## Histoire
Le 13 octobre 2008, un comité restreint se réunit au Collège des Bernardins. En janvier 2009, le nouveau bureau constitué du prêtre et philosophe Philippe Capelle-Dumont (président), du professeur de médecine immunologiste Edgardo D. Carosella et du père Jean-Robert Armogathe (vice-présidents) ainsi que du professeur et philosophe Pierre Manent (secrétaire) organisent une première réunion. En mars 2009 se tient la première réunion du « conseil scientifique » et l'élection des premiers membres du « corps académique ». Inspirée de l’Académie catholique de Mayence, en Allemagne, l’Académie catholique de France est composée de 70 clercs et de laïcs. Son  « corps académique » compte 84 % de laïcs. Le congrès inaugural de l'académie s'est tenu le 23 octobre 2009.

Selon Isabelle de Gaulmyn, rédactrice en chef du quotidien catholique La Croix, la création d'une « Académie catholique de France », soutenue par les huit facultés de théologie catholiques et l'École biblique de Jérusalem, vise à proposer une expertise et pallier la fin symbolique de la figure de l'intellectuel catholique, après la mort de René Rémond.

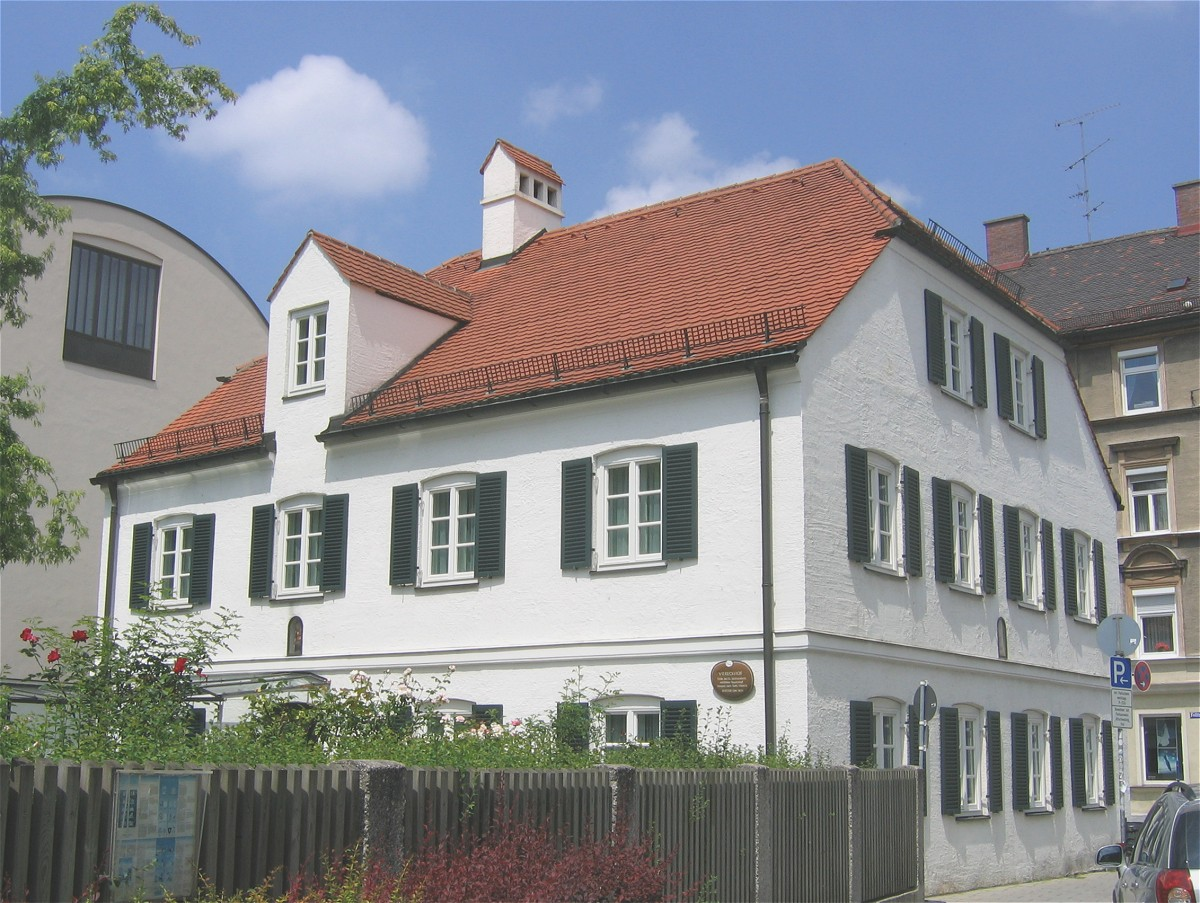
Académie catholique de Bavière

Le but affiché de la création de l'« Académie catholique de France » est de faire œuvre de transmission du patrimoine chrétien, d'ouverture et de créativité.
Elle s'inspire d'académies catholiques allemandes, telles celle de Münster, qui se sont évertuées à appliquer le renouvellement théologique des années 1950 qui aboutit à Vatican II.

## Objectifs et activités
Le prêtre et professeur de philosophie  Philippe Capelle-Dumont, président-doyen de l'Académie, en donne une définition se référant expressément à l’Académie catholique de Mayence :
« Le lexème « Académie » désigne une assemblée de gens de lettres, de savants et/ou d’artistes reconnus par leurs pairs, ayant pour mission de veiller aux usages dans leurs disciplines respectives et de publier des ouvrages. Il incarne aussi bien des formules institutionnelles variables, d’échanges et de production de savoirs. À tout le moins, chacune d’elles dans sa spécialité, a pour finalités de « transmettre », de « rechercher » et de « créer » [...] sur la base de thèmes choisis en lien avec l’actualité, soucieu[ses] de faire avancer la réflexion dans une articulation positive avec la foi chrétienne ».
L'Académie ne souhaite pas aller à l’encontre de l’œcuménisme de Vatican II. De la même façon, le fait qu’elle soit française n’induit aucune exclusion géographique mais permet d’envisager à plus long terme la création de « collèges régionaux académiques » autonomes sur le modèle allemand.

### Objectifs de l'Académie
Au début 2008, les membres fondateurs ont désiré mettre en valeur « la place et la reconnaissance dans l'espace public, de la production intellectuelle attachée au christianisme, au catholicisme en particulier. » S'il en était besoin, le discours de Benoît XVI aux Bernardins adressé au monde de la culture a encouragé les initiateurs du projet à le mener à terme.
Selon le président Philippe Capelle-Dumont, l'académie doit comporter deux piliers[réf. souhaitée] :
Le premier, de type fédérateur, doit témoigner du caractère associatif (de type loi de 1901) de cette académie clairement attachée au catholicisme, caractère garanti par les articles 7 et 10 des statuts.
Le second inscrit dans les articles 15 et 16 consiste en un « corps académique » animé par un « conseil académique » composé de « personnalités de différentes disciplines, scientifiques, philosophiques, théologiques, artistiques et juridiques, et dont l’œuvre est reconnue ».

### Mission du «corps académique»
Philippe Capelle-Dumont attribue trois missions complémentaires au « corps académique » de l’« Académie catholique de France ».

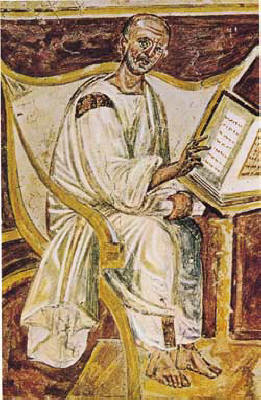
Le plus ancien portrait connu de saint Augustin. Fresque du VI, Latran, Rome. La devise de l'« Académie catholique de France » est empruntée au Liber contra Faustum manicheum.

En premier lieu, l’académie doit « représenter l’excellence disciplinaire dans une instance de conviction catholique »[source insuffisante].
En deuxième lieu, la mission du « corps académique » sera de « faire avancer la réflexion sur des thèmes choisis, d’actualité intellectuelle ou sociale ».

Enfin, en dernier lieu, le « corps académique » doit « intervenir dans le cadre de rencontres ponctuelles avec les médias de culture ». 

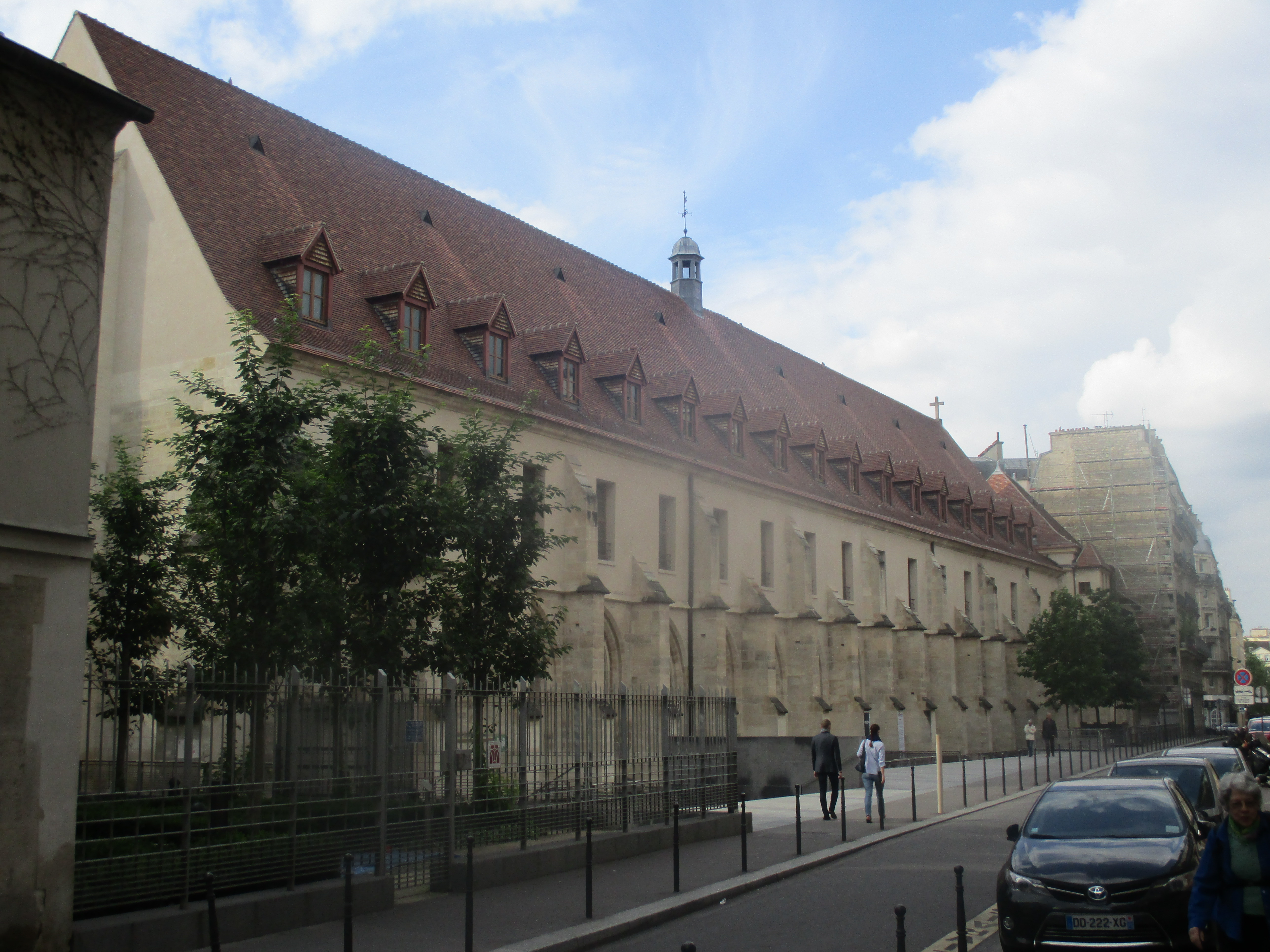
Collège des Bernardins.

Pour le théologien protestant Olivier Abel, il apparaît primordial de créer « un collectif d'intellectuels » qui puisse « penser l'héritage catholique de manière critique ». Selon lui, l'Académie catholique s'inscrit « dans une tradition et une dimension culturelle ». Pour Françoise Parmentier également, dans la « galaxie du monde chrétien », l'« Académie catholique de France » a sa place.  

### Travaux et réalisations
Depuis sa création, l’Académie catholique de France a organisé plusieurs colloques par an. Le premier s’est tenu le 16 octobre 2010 dans le cadre de l’année européenne contre l’exclusion et s’intitulait « Pauvretés et urgences sociales ».

### «Prise de position»sur le rapport Sauvé et démissions
En 2021, huit membres de l'Académie – parmi lesquels son président, l’ancien sénateur et actuel doyen de la faculté de sciences sociales et économiques de l'Institut catholique de Paris Hugues Portelli, le prêtre et historien Jean-Robert Armogathe et le philosophe Pierre Manent – font parvenir au président de la Conférence des évêques de France Éric de Moulins-Beaufort ainsi qu'au nonce apostolique en France un document de quinze pages, « [paré] du nom de l’Académie catholique tout en affirmant ne pas agir en son nom », très critique du rapport de la commission indépendante sur les abus sexuels dans l'Église (CIASE) et contestant ses conclusions,. Cette démarche au nom de l'académie et sans consultation de l'ensemble de ses membres compétents sur le sujet suscite la polémique et conduit dix d'entre eux à en démissionner, notamment Éric de Moulins-Beaufort, la théologienne Véronique Margron, la philosophe Chantal Delsol, la théologienne éticienne Marie-Jo Thiel, le généticien Jean-François Mattei ou encore l'historienne Nicole Lemaître.
Ce rapport au nom de l'Académie, qui selon le journal Le Monde « trouvait un écho dans certains segments conservateurs de l’Eglise catholique » est contredit par deux expertises postérieures, réalisées par des statisticiens de l'Insee et par le sociologue François Héran, et la CIASE en publie une réfutation point par point.

## Composition des membres

### Composition du bureau en 2021
- Hugues Portelli, président
- Jean-Dominique Durand, vice-président
- Yvonne Flour, vice-présidente
- Jean-Luc A. Chartier, secrétaire général
- Isabelle Moulin, trésorière
- Antoine de Romanet, membre représentant la Conférence des évêques de France
- Jean-Robert Armogathe, conseiller du Président
- Edgardo D. Carosella, chargé des relations interacadémiques et internationales
- Marie-Jeanne Coutagne, chargée des collèges régionaux
- Thierry Magnin, membre
- Jacques Pelletier, membre

### Sociétaires institutionnels

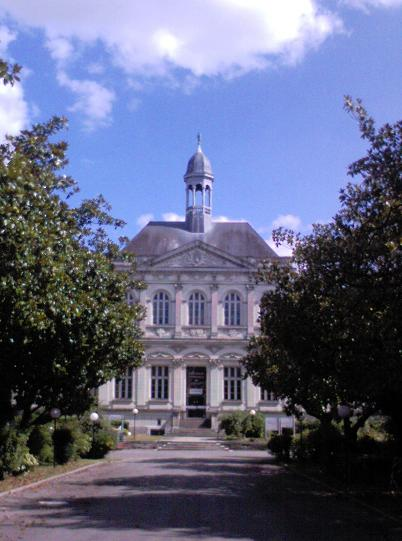
« Université catholique d’Angers, première faculté libre de France fondée par Charles-Émile Freppel, évêque d’Angers »

L'Académie catholique de France a bénéficié de l'appui d'un certain nombre d'institutions catholiques nationales lors de sa création.

## Ouvrages et revues

### Livres
- Dieu, le temps et la vie, Colloque inaugural de l'Académie catholique de France, 23 octobre 2009. Actes publiés dans « Transversalités no 110 », Institut catholique de Paris, (avril-juin 2010) ; Paroles et silence du 27 octobre 2011, 120 pages  (ISBN 978-2-88918-023-3).
- Des poètes et Dieu, Journée d'étude organisée le par la section arts et lettres de l'académie, Actes publiés dans « Transversalités no 120 », Institut catholique de Paris, (octobre-décembre 2011)
- Pauvretés et urgences sociales, ouvrage collectif réunissant les contributions de Jean-Robert Armogathe – Philippe Capelle-Dumont – Jean-Pierre Dupuy – Xavier Emmanuelli – Pierre de Lauzun – Peter McCormick – Pierre Manent – Michaël W. Oborne.

### Revues
- Revue d'éthique et de théologie morale (directeur : Laurent Lemoine)
- Revue thomiste (directeur : Serge Bonino)
- Revue catholique internationale Communio (directeur : Serge Landes)